# Lista das famílias mais ricas do Brasil
Estas são as listas das famílias mais ricas do Brasil publicadas pela revista Forbes.

## Lista de 2021[1]
| Posição | Família                   | Patrimônio combinado | Fonte de riqueza        | Membros vivos da família | Contexto |
| ------- | ------------------------- | -------------------- | ----------------------- | --- | -------- |
| 1       | Família Safra             |                      | Banco Safra             | Vicky Safra – US$ 7,8 bilhões Alberto J. Safra – ? |          |
| 02      | Família Trajano           | US$ 13,2 bilhões     | Magazine Luiza          | Luiza Heleno Trajano – US$ 4,4 bilhões Franco Bittar Garcia – US$ 2,9 bilhões Fabricio Garcia US$ 1,7 bilhão Flavia Bittar Garcia Faleiros – US$ 1,7 bilhão Fernando Trajano – US$ 1,3 bilhão Gisele Trajano – US$ 1,2 bilhão |          |
| 03      | Família Moreira Salles    | US$ 10,2 bilhões     | Itaú Unibanco           | Pedro Moreira Salles – US$ 2,7 bilhões João Moreira Salles – US$ 2,5 bilhões Walter Moreira Salles Júnior– US$ 2,5 bilhões Fernando Roberto Moreira Salles – US$ 2,5 bilhões                                                  |          |
| 04      | Família Pinheiro          | US$ 7,5 bilhões      | Hapvida                 | Candido Pinheiro Koren de Lima – US$ 3,7 bilhões Candido Pinheiro Koren de Lima Jr. – US$ 1,9 bilhão Jorge Pinheiro Koren de Lima – US$ 1,9 bilhão                                                                            |          |
| 05      | Família Batista           | US$ 7,2 bilhões      | JBS; J&F Investimentos  | Joesley Batista – US$ 3,6 bilhões Wesley Batista – US$ 3,6 bilhões |          |
| 06      | Família Feffer            | US$ 6,5 bilhões      | Suzano Papel e Celulose | David Feffer – US$ 1,7 bilhão Daniel Feffer – US$ 1,6 bilhão Jorge Feffer – US$ 1,6 bilhão Ruben Feffer – US$ 1,6 bilhão |          |
| 07      | Família Marinho           | US$ 5,7 bilhões      | Grupo Globo             | José Roberto Marinho – US$ 1,9 bilhão João Roberto Marinho – US$ 1,9 bilhão Roberto Irineu Marinho – US$ 1,9 bilhão |          |
| 08      | Família Godoy Bueno       | US$ 4,9 bilhões      | Dasa                    | Dulce Pugliese de Godoy Bueno – US$ 2,5 bilhões Camilla de Godoy Bueno Grossi – US$ 1,2 bilhão Pedro de Godoy Bueno – US$ 1,2 bilhão                                                                                          |          |
| 09      | Família Ermírio de Moraes | US$ 4,2 bilhões      | Votorantim              | Ermirio Pereira de Moraes – US$ 2,1 bilhões Maria Helena Moraes Scripilliti – US$ 2,1 bilhões |          |
| 10      | Família Villela           | US$ 3,3 bilhões      | Itaúsa                  | Alfredo Egydio Arruda Villela Filho – US$ 1,7 bilhão Ana Lucia de Mattos Barretto Villela – US$ 1,6 bilhão |          |

## Lista de 2014[2]
| Posição | Família                   | Patrimônio líquido combinado | Fonte de riqueza                               | Membros vivos da família | Contexto |
| ------- | ------------------------- | ---------------------------- | ---------------------------------------------- | --- | -------- |
| 01      | Família Marinho           | US$ 28,9 bilhões             | Mídia (Grupo Globo)                            | João Roberto Marinho José Roberto Marinho Roberto Irineu Marinho | -        |
| 02      | Família Safra             | US$ 20,1 bilhões             | Finanças (Banco Safra)                         | Joseph Safra Moise Safra Lily Safra | -        |
| 03      | Família Ermírio de Moraes | US$ 15,4 bilhões             | Diversos segmentos (Votorantim)                | Ermírio Pereira de Moraes Antonio Ermírio de Moraes José Roberto Ermírio de Moraes Maria Helena Moraes Scripilliti Neide Helena de Moraes José Ermírio de Moraes Neto | -        |
| 04      | Família Moreira Salles    | US$ 12,4 bilhões             | Finanças (Itaú Unibanco) Siderurgia (CBMM)     | Fernando Roberto Moreira Salles Pedro Moreira Salles João Moreira Salles Walter Moreira Salles Júnior                                                                 | -        |
| 05      | Família Camargo           | US$ 8 bilhões                | Diversos segmentos (Mover Participações)       | Renata de Camargo Nascimento Rossana Camargo de Arruda Botelho Regina de Camargo Pires Oliveira Dias                                                                  | -        |
| 06      | Família Villela           | US$ 5 bilhões                | Finanças (Itaúsa)                              | Alfredo Egydio Arruda Villela Filho Ana Lucia de Mattos Barretto Villela                                                                                              | -        |
| 07      | Família Maggi             | US$ 4,9 bilhões              | Agroindústria (Amaggi)                         | Lucia Borges Maggi Blairo Borges Maggi Marli Maggi Pissollo Itamar Locks Hugo de Carvalho Ribeiro                                                                     | -        |
| 08      | Família Aguiar            | US$ 4,5 bilhões              | Finanças (Bradesco)                            | Lina Maria Aguiar Lia Maria Aguiar Maria Angela Aguiar Bellizia | -        |
| 09      | Família Batista           | US$ 4,3 bilhões              | Agroindústria (J&F)                            | Joesley Batista Wesley Batista | -        |
| 10      | Família Odebrecht         | US$ 3,9 bilhões              | Diversos segmentos (Odebrecht (atual Novonor)) | Marcelo Odebrecht | -        |
| 11      | Família Civita            | US$ 3,3 bilhões              | Mídia (Grupo Abril)                            | Giancarlo Civita | -        |
| 12      | Família Setúbal           | US$ 3,3 bilhões              | Finanças (Itaúsa)                              | Neca Setubal Roberto Setubal | -        |
| 13      | Família Igel              | US$ 3,2 bilhões              | Gás e petroquímica (Ultra)                     | Daisy Igel | -        |
| 14      | Família Penido            | US$ 3,2 bilhões              | Infraestrutura e transporte (Motiva)           | Ana Maria Marcondes Penido Sant'Anna | -        |
| 15      | Família Feffer            | US$ 3,2 bilhões              | Indústria (Suzano Papel e Celulose)            | Daniel Feffer David Feffer | -        |